# Oust
Oust – miejscowość i gmina we Francji, w regionie Oksytania, w departamencie Ariège.
Według danych na rok 1990 gminę zamieszkiwało 449 osób, a gęstość zaludnienia wynosiła 24 osoby/km² (wśród 3020 gmin regionu Midi-Pyrénées Oust plasuje się na 630. miejscu pod względem liczby ludności, natomiast pod względem powierzchni na miejscu 603.).